# Podvelka község
Podvelka község (szlovén nyelven Občina Podvelka) Szlovénia 212 alapfokú közigazgatási egységének, azaz községének egyike a Koroška statisztikai régióban, az osztrák határ mentén. Adminisztratív központja Podvelka város. 1994-ben létrehozták a Podvelka-Ribnica községet, majd az 1998-ban Ribnica na Pohorju községre és Podvelka községre vált szét. Területe a történelmi szlovén Stájerország (Štajersko) régióhoz tartozott.

## A községhez tartozó települések
A községhez Podvelka székhelyen kívül a következő települések tartoznak:
- Brezno
- Janževski Vrh
- Javnik
- Kozji Vrh
- Lehen na Pohorju
- Ožbalt
- Rdeči Breg
- Spodnja Kapla
- Vurmat
- Zgornja Kapla

## Népesség
| Lakosok száma | 2623 | 2611 | 2543 | 2501 | 2455 | 2405 | 2365 | 2368 | 2344 | 2354 |
|               | 2008 | 2009 | 2011 | 2012 | 2013 | 2015 | 2016 | 2017 | 2019 | 2020 |